# María Gkoúni
 (décembre 2024).
Le contenu est difficilement compréhensible vu les erreurs de traduction, qui sont peut-être dues à l'utilisation d'un logiciel de traduction automatique.
 (décembre 2024).
María Gkoúni-Papaïoánnou (grec moderne : Μαρία Γκούνη-Παπαϊωάννου, née le 26 septembre 2004) est une footballeuse internationale grecque qui joue au poste de défenseur aun sein du PAOK, club du Championnat de Grèce.

## Biographie

### En club
À l'âge de 8 ans, María Gkoúni commence à jouer au football dans une académie de garçons à Leros. En 2014, sa famille déménage à Pékin pour un an. Après son retour en Grèce, elle rejoint l'académie d'Ethnikos de Néa Mákri, qu'elle quitte à l'âge de 12 ans à la recherche d' une équipe féminine. En 2017, elle rejoint le club grec de la Division B AO Vrilission. Avec sa contribution, le club atteint la finale de la Coupe de Grèce féminine U17 2019.
Le 31 août 2020, Gkoúni rejoint le club du Championnat de Grèce de football féminin Olympiada Imittou. Le club termine quatrième de son groupe lors de la saison 2020-2021 et cinquième en 2021-2022.
Le 1er juillet 2022, elle rejoint le club du PAOK, tenant du titre de champion depuis 2015. Elle fait ses débuts en Ligue des champions le 18 août contre Swansea City. Elle fait immédiatement irruption dans le onze de départ avec 20 apparitions en championnat lors de sa première saison, alors que son club remportait le championnat. Lors des PSAT Sports Awards 2022, elle représente son équipe qui reçoit un prix honorifique pour ses nombreux titres. Au cours de la saison 2023-2024, elle fait 30 apparitions au total et marque trois buts alors que le PAOK réalise le doublé. Elle a même été incluse dans le meilleur XI de la saison aux PSAPP Awards en 2024, au poste de défenseur central, alors qu'elle a en outre été nommée dans la catégorie de la jeune joueuse féminine de la saison.

### En sélection
Elle fait ses débuts dans l'Équipe nationale des moins de 19 ans le 20 octobre 2021, marquant deux fois lors d'une victoire complète 7-0 contre le Kazakhstan lors du Championnat féminin des moins de 19 ans de l'UEFA.
Appelée pour la première fois dans l'Équipe de Grèce féminine de football avant les matchs amicaux contre la Roumanie et la Turquie en février 2024, elle fait ses débuts en sélection le 22 du mois contre l'équipe roumaine.

## Palmarès
AO Vrilission
- Coupe de Grèce U17; finaliste: 2019

PAOK
- Championnat de Grèce de football féminin (2): 2022-2023, 2023-2024
- Coupe de Grèce (1): 2024

Distinctions individuelles
- PSAPP meilleur XI: 2023/24